# Museo Tuscolano
Il Museo Tuscolano è una raccolta di reperti archeologici e ha sede presso le Scuderie Aldobrandini a Frascati.

## Storia
L'istituzione museale vede la nascita nel 1903 con il nome di Antiquarium Tuscolano e vede la raccolta dei reperti archeologici rinvenuti nell'area del comune. La sede originaria è presso il palazzo Marconi, nella sala colonnata. Il patrimonio museale viene disperso durante la prima e la seconda guerra mondiale e, dal 1950 per mezzo dell'interessamento della Soprintendenza alle Antichità e belle Arti di Roma, i reperti vengono recuperati.

## Il museo
Il museo trova la propria sede al piano terra delle scuderie Aldobrandini. L'edificio è stato costruito nel XVII secolo e ha avuto un intervento di restauro ad opera dell'architetto Massimiliano Fuksas.

## La raccolta
Il Museo conserva una collezione di reperti archeologici risalenti all'epoca della Repubblica romana e del successivo Impero romano, molti dei quali rinvenuti durante le campagne di scavo sul Monte Tuscolo.
Il nucleo più consistente della raccolta è caratterizzato da numerosi materiali rinvenuti a Tuscolo, compresi quelli recentemente individuati nell’area del Foro e del Teatro dalla Scuola Spagnola di Storia e Archeologia. Nella sezione storico-artistica sono esposti dieci modelli lignei delle Ville Tuscolane e numerose incisioni e medaglie rare relative alle ville rinascimentali e a personaggi famosi come il Duca di York, vescovo della diocesi di Frascati.